# Yen Chia-kan
Yen Chia-kan (chino tradicional: 嚴家淦, chino simplificado: 严家淦; pinyin: Yán Jiāgàn; Wade-Giles: Yen Chia-kan; Pe̍h-ōe-jī: Giâm Ka-kàm; 23 de octubre de 1905 - 24 de diciembre de 1993), conocido también como Yen Chia-jin y C. K. Yen, fue un político taiwanés de origen chino continental que sucedió a Chiang Kai-shek como presidente de la República de China, luego de la muerte de este el 5 de abril de 1975. Asumió el cargo hasta finalizar el período de Chiang el 20 de mayo de 1978.
Nació en Suzhou, provincia de Jiangsu, y se graduó en la Universidad de St. John's de Shanghái con una licenciatura en química.
Fungió como ministro de Asuntos Económicos, dos veces como ministro de Finanzas y gobernador de la provincia de Taiwán. Fue nombrado premier de la República de China el 15 de diciembre de 1963. En 1966 fue elegido por la Asamblea Nacional como vicepresidente de la República de China y fue reelegido en 1972. Asumió el rol de presidente tras la muerte de Chiang Kai-shek y fue sucedido por el hijo de Chiang, el premier Chiang Ching-kuo. Al abandonar la presidencia fungió como presidente del Consejo de Renacimiento Cultural Chino y presidente del Consejo del Museo Nacional del Palacio hasta 1991 por razones de salud.
Yen murió en Taipéi a la edad de ochenta y ocho años. Fue enterrado en el Cementerio Militar de la Montaña Wichih, en Nueva Taipéi.